# Liste der griechischen Töpfer und Vasenmaler/V
Vatikan und Vatican werden mit identischer Bedeutung für Maler und Gruppen genutzt, in dieser Tabelle erfolgt die Schreibung durchweg als Vatikan.

## Namentlich bekannte Künstler
| Name    | Wikidata | Profession | Herkunft | Stil | Zeit       | Bemerkung | Beispiel |
| ------- | -------- | ---------- | -------- | ---- | ---------- | --------- | -------- |
| Velthur |          | Töpfer     | Etrurien | BU   | 3/3 7. Jh. |           |          |

## Nicht namentlich bekannte Künstler (Notnamen)
| Name                         | Wikidata | Profession | Herkunft  | Stil       | Zeit          | Bemerkung                                                                                                | Beispiel |
| ---------------------------- | -------- | ---------- | --------- | ---------- | ------------- | --- | -------- |
| Vaccarella-Maler             |          | Vasenmaler | Korinth   | SF         | 625/600       | gehört zur Luxus-Gruppe                                                                                  |          |
| Varrese-Maler                |          | Vasenmaler | Apulien   | RF         | Mitte 4. Jh.  | |          |
| Vaste-Maler                  |          | Vasenmaler | Lukanien  | RF         | 440–370       | gehört zur Pisticci-Amykos-Gruppe                                                                        |          |
| Maler von Vatikan 73         |          | Vasenmaler | Korinth   | PK/SF      | 650/25        | auch Maler der Kanne Vatikan 73 und Maler der Olpe Vatikan C-73                                          |          |
| Maler von Vatikan 309        |          | Vasenmaler | Attika    | SF         | Mitte 6. Jh.  | |          |
| Maler von Vatikan 342        |          | Vasenmaler | Attika    | SF         |               | |          |
| Maler von Vatikan 359        |          | Vasenmaler | Attika    | SF         |               | |          |
| Maler von Vatikan 365        |          | Vasenmaler | Attika    | SF         | 3/4 6. Jh.    | |          |
| Maler von Vatikan 480        |          | Vasenmaler | Attika    | SF/SI      | 4/4 6. Jh.    | |          |
| Maler von Vatikan 9103       |          | Vasenmaler | Attika    | RF         |               | |          |
| Maler von Vatikan G 5        |          | Vasenmaler | Attika    |            |               | |          |
| Maler von Vatikan G 7        |          | Vasenmaler | Attika    | SF         |               | |          |
| Maler von Vatikan G 29       |          | Vasenmaler | Attika    | SF         |               | |          |
| Maler von Vatikan G 31       |          | Vasenmaler | Attika    | SF         | um 500        | |          |
| Maler von Vatikan G 43       |          | Vasenmaler | Attika    | SF         | Ende 6. Jh.   | |          |
| Maler von Vatikan G 49       |          | Vasenmaler | Attika    | SF         | 1/4 5. Jh.    | auch Maler der Oinochoe Vatikan G 49, Hauptvertreter der Klasse von Vatikan G 49                         |          |
| Maler von Vatikan G 50       |          | Vasenmaler | Attika    | SF         |               | der Töpfer gehört zur Klasse von Vatikan G 50, die nach demselben Stück wie der Vasenmaler benannt wurde |          |
| Maler von Vatikan G 61       |          | Vasenmaler | Attika    | SF         |               | Kleinmeister                                                                                             |          |
| Maler von Vatikan G 62       |          | Vasenmaler | Attika    | SF         |               | Kleinmeister                                                                                             |          |
| Maler von Vatikan G 69       |          | Vasenmaler | Attika    | SF         |               | |          |
| Maler von Vatikan G 111      |          | Vasenmaler | Etrurien  | RF         | 1/2 4. Jh.    | |          |
| Maler von Vatikan G III      |          | Vasenmaler | Etrurien  | RF         | Anfang 4. Jh. | |          |
| Maler von Vatikan V 2        |          | Vasenmaler | Apulien   | RF         | 2/4 4. Jh.    | |          |
| Maler von Vatikan V 14       |          | Vasenmaler | Apulien   | RF         |               | |          |
| Maler von Vatikan Y 5 und 6  |          | Vasenmaler | Apulien   | RF         | 325–300       | gehört zur Kantharos-Gruppe                                                                              |          |
| Maler von Vatikan Z 3        |          | Vasenmaler | Apulien   | RF         | 4/4 4. Jh.    | |          |
| Maler von Vatikan Z 13       |          | Vasenmaler | Apulien   | RF         | 4/4 4. Jh.    | |          |
| Maler der Vatikan-Biga       |          | Vasenmaler | Etrurien  | RF         | um 400        | |          |
| Maler des Vatikan-Reiters    |          | Vasenmaler | Attika    | RF         |               | auch Maler des Reiters vom Vatikan                                                                       |          |
| Vatikan Genucilia-Maler      |          | Vasenmaler | Falerii   | RF         |               | |          |
| Veji-Maler                   |          | Vasenmaler | Attika    | RF/WG      | 2/4 5. Jh.    | auch Veii-Maler                                                                                          |          |
| Verdelis-Maler               |          | Vasenmaler | Tiryns    | GE         |               | |          |
| Maler der verdrehten Augen   |          | Vasenmaler | Attika    | RF         | Anfang 4. Jh. | auch Retorted-Maler                                                                                      |          |
| Verona-Maler                 |          | Vasenmaler | Apulien   | RF         |               | |          |
| Maler des vierzehnten Brygos |          | Vasenmaler | Attika    | RF         |               | englisch Painter of Fourteenth Brygos                                                                    |          |
| Villa Giulia-Maler           |          | Vasenmaler | Attika    | RF         | 470/40        | auch Villa-Giulia-Maler                                                                                  |          |
| Maler von Villa Giulia 8238  |          | Vasenmaler | Attika    | RF         | 2/4 4. Jh.    | |          |
| Maler von Villa Giulia 43969 |          | Vasenmaler | Falerii   | RF         | um 370        | auch Maler von VG 43969                                                                                  |          |
| Maler von Villa Giulia 50508 |          | Vasenmaler | Attika    | RF         |               | |          |
| Maler von Villa Giulia 63613 |          | Vasenmaler | Attika    | SF         | 3/4 6. Jh.    | |          |
| Maler von Villa Giulia M 482 |          | Vasenmaler | Attika    | RF         |               | |          |
| Villa Giulia-Torcop-Maler    |          | Vasenmaler | Caere     | RF         | 2/2 4. Jh.    | gehört zur Torcop-Gruppe                                                                                 |          |
| Virginia-Maler               |          | Vasenmaler | Attika    | SF         |               | |          |
| Virginia-Exhibition-Maler    |          | Vasenmaler | Apulien   | RF         |               | auch Maler der Ausstellung in Virginia                                                                   |          |
| Vitulazio-Maler              |          | Vasenmaler | Kampanien | RF         |               | |          |
| Vlasto-Maler                 |          | Vasenmaler | Attika    | RF         |               | |          |
| Vogel-Maler                  |          | Vasenmaler | Attika    | RF/WG      | 3/3 5. Jh.    | Hauptvertreter der Vogel-Gruppe                                                                          |          |
| Vogel- und Zickzack-Maler    |          | Vasenmaler | Rhodos    | SG         | 2/2 8. Jh.    | |          |
| Vogelfries-Maler             |          | Vasenmaler | Korinth   | SF         |               | |          |
| Vogelfutter-Maler            |          | Vasenmaler | Attika    | SG         | 735/20        | auch Birdseed-Maler, Hauptvertreter der Vogelfutter-Werkstatt                                            |          |
| Maler der Vogell-Pelike      |          | Vasenmaler | Attika    | RF         |               | |          |
| Maler der Vögel mit Flügeln  |          | Vasenmaler |           | MY         | 1/2 14. Jh.   | |          |
| Vogler-Maler                 |          | Vasenmaler | Korinth   | SF         |               | |          |
| Volture-Maler                |          | Vasenmaler | Attika    | PA         | Ende 8. Jh.   | |          |
| Volunteer-Maler              |          | Vasenmaler | Etrurien  | EK         |               | |          |
| Vouni-Maler                  |          | Vasenmaler | Attika    | RF/WG      | 470/60        | möglicherweise mit dem Timokrates-Maler identisch                                                        |          |
| VPH-Maler                    |          | Vasenmaler | Kampanien | RF         | 360/50        | gehört zur Cassandra-Parrish-Werkstatt                                                                   |          |
| Vulcanus-Maler               |          | Vasenmaler | Etrurien  | ähnlich GN | 1/2 3. Jh.    | Hauptvertreter der Vulcanus-Gruppe                                                                       |          |
| Maler von Vulci T 50         |          | Vasenmaler | Attika    | SF         |               | |          |

## Künstler-Gruppen
| Name                                                                        | Wikidata                            | Profession                          | Herkunft                            | Stil                                | Zeit                                | Bemerkung | Beispiel                            |
| --------------------------------------------------------------------------- | ----------------------------------- | ----------------------------------- | ----------------------------------- | ----------------------------------- | ----------------------------------- | --- | ----------------------------------- |
| Klasse V                                                                    |                                     | Töpfer                              | Attika                              | RF/WG                               |                                     | |                                     |
| Klasse VIII. D                                                              |                                     | Töpfer                              | Attika                              | RF/PL                               | 440/30                              | |                                     |
| Valencia-Gruppe                                                             |                                     | Vasenmaler                          | Kampanien                           | RF                                  | 2/2 4. Jh.                          | gehört zur Ixion-Gruppe                                                                                              |                                     |
| Vatikan-Klasse                                                              |                                     | Töpfer                              | Attika                              | RF/PL                               |                                     | auch Klasse M |                                     |
| Gruppe von Vatikan 23                                                       |                                     | Vasenmaler                          | Etrurien                            | SF                                  |                                     | |                                     |
| Gruppe von Vatikan 265                                                      |                                     | Vasenmaler                          | Etrurien                            | SF                                  | 1/4 5. Jh.                          | |                                     |
| Klasse von Vatikan 342                                                      |                                     | Töpfer                              | Attika                              | SF                                  |                                     | |                                     |
| Gruppe von Vatikan 347 E                                                    |                                     | Vasenmaler                          | Attika                              | SF                                  |                                     | |                                     |
| Gruppe von Vatikan 424                                                      |                                     | Vasenmaler                          | Attika                              | SF                                  | Ende 6. Jh.                         | |                                     |
| Klasse von Vatikan 433                                                      |                                     | Töpfer                              | Attika                              | SF                                  |                                     | |                                     |
| Klasse von Vatikan 440                                                      |                                     | Töpfer                              | Attika                              | SF                                  |                                     | |                                     |
| Gruppe von Vatikan G 23                                                     |                                     | Vasenmaler                          | Attika                              | SF                                  |                                     | |                                     |
| Gruppe von Vatikan G 30                                                     |                                     | Vasenmaler                          | Attika                              | SF                                  |                                     | |                                     |
| Klasse von Vatikan G 47                                                     |                                     | Töpfer                              | Attika                              | SF                                  | 4/4 6. Jh./ 1/4 5. Jh.              | auch Vatikan-Klasse G 47 genannt                                                                                     |                                     |
| Gruppe von Vatikan G 48                                                     |                                     | Vasenmaler                          | Attika                              | SF                                  |                                     | |                                     |
| Klasse von Vatikan G 49                                                     |                                     | Töpfer                              | Attika                              | SF                                  | 1/4 5. Jh.                          | auch Klasse der Oinochoe Vatikan G 49, nach der Namenvase ist auch der Maler von Vatikan G 49 benannt                |                                     |
| Gruppe von Vatikan G 50                                                     | siehe unter Klasse von Vatikan G 50 | siehe unter Klasse von Vatikan G 50 | siehe unter Klasse von Vatikan G 50 | siehe unter Klasse von Vatikan G 50 | siehe unter Klasse von Vatikan G 50 | siehe unter Klasse von Vatikan G 50                                                                                  | siehe unter Klasse von Vatikan G 50 |
| Klasse von Vatikan G 50                                                     |                                     | Töpfer                              | Attika                              | SF                                  |                                     | auch Gruppe von Vatikan G 50, nach der Namenvase ist auch der Maler von Vatikan G 50 benannt                         |                                     |
| Gruppe von Vatikan G 52                                                     |                                     | Vasenmaler                          | Attika                              | SF                                  | 4/4 6. Jh.                          | auch Gruppe der Lekythos Vatikan G 52                                                                                |                                     |
| Gruppe von Vatikan G 57                                                     |                                     | Vasenmaler                          | Attika                              | SF                                  | 4/4 6. Jh.                          | |                                     |
| Gruppe von Vatikan G 58                                                     |                                     | Vasenmaler                          | Attika                              | SF                                  | um 510/500                          | auch Gruppe von Vatikan G. 58; gehört zur Perizoma-Gruppe                                                            |                                     |
| Gruppe von Vatikan G 61                                                     |                                     | Vasenmaler                          | Attika                              | SF                                  |                                     | Kleinmeister |                                     |
| Gruppe von Vatikan G 66                                                     |                                     | Vasenmaler                          | Attika                              | SF                                  |                                     | |                                     |
| Gruppe von Vatikan G 116                                                    |                                     | Töpfer                              | Etrurien                            | SK                                  | Mitte 3. Jh.                        | |                                     |
| Gruppe von Vatikan X 5                                                      |                                     | Vasenmaler                          | Attika                              | RF                                  |                                     | |                                     |
| Gruppe von Vatikan Z 3                                                      |                                     | Vasenmaler                          | Apulien                             | RF                                  |                                     | |                                     |
| Via Dante-Gruppe                                                            |                                     | Vasenmaler                          | Lukanien                            | RF                                  |                                     | |                                     |
| Gruppe des Villa-Giulia-Malers                                              |                                     | Vasenmaler                          | Attika                              | RF                                  | 460/50                              | |                                     |
| Gruppe von Villa Giulia 2303                                                |                                     | Töpfer                              | Falisker                            | SK                                  | 2/2 4. Jh.                          | |                                     |
| Gruppe von Villa Giulia 3559                                                |                                     | Vasenmaler                          | Attika                              | SF                                  |                                     | Kleinmeister |                                     |
| Villard-Gruppe                                                              |                                     | Vasenmaler                          | Attika                              | SG                                  | 750/735                             | Untergruppe der Dipylon-Werkstatt                                                                                    |                                     |
| Vlastos-Gruppe                                                              |                                     | Vasenmaler                          | Ostgriechenland                     | OR                                  | 600/575                             | |                                     |
| Vogel-Gruppe                                                                |                                     | Vasenmaler                          | Attika                              | RF/WG                               |                                     | benannt nach dem Hauptvertreter der Gruppe, dem Vogel-Maler                                                          |                                     |
| Vögel-Gruppe                                                                |                                     | Vasenmaler                          | Etrurien                            | EK                                  | 2/3 6. Jh.                          | auch Vogel-Zyklus |                                     |
| Vogel-Zyklus                                                                | siehe unter Vögel-Gruppe            | siehe unter Vögel-Gruppe            | siehe unter Vögel-Gruppe            | siehe unter Vögel-Gruppe            | siehe unter Vögel-Gruppe            | siehe unter Vögel-Gruppe                                                                                             | siehe unter Vögel-Gruppe            |
| Vogelfutter-Gruppe                                                          | siehe unter Vogelfutter-Werkstatt   | siehe unter Vogelfutter-Werkstatt   | siehe unter Vogelfutter-Werkstatt   | siehe unter Vogelfutter-Werkstatt   | siehe unter Vogelfutter-Werkstatt   | siehe unter Vogelfutter-Werkstatt                                                                                    | siehe unter Vogelfutter-Werkstatt   |
| Vogelfutter-Werkstatt                                                       |                                     | Töpfermaler                         | Attika                              | SG                                  | 760/700                             | auch Birdseed-Werkstatt und Vogelfutter-Gruppe, Hauptvertreter war der Vogelfutter-Maler                             |                                     |
| Vogell-Gruppe                                                               |                                     | Vasenmaler                          | Attika                              | RF                                  |                                     | |                                     |
| Gruppe der Vogelmotopen-Skyphoi Gruppe der Vogelmotopen-Skyphoi (Q32052632) |                                     | Töpfermaler                         | Attika                              | SG                                  | Mitte 8. Jh.                        | |                                     |
| Volterra-Gruppe                                                             |                                     | Vasenmaler                          | Etrurien                            | RF                                  | 4/4 4. Jh.                          | |                                     |
| Voluten-Gruppe                                                              |                                     | Vasenmaler                          | Böotien                             | OR                                  | Anfang 6. Jh.                       | |                                     |
| Vroulia-Gruppe                                                              |                                     | Vasenmaler                          | Rhodos                              | OR                                  | 1/2 6. Jh.                          | |                                     |
| Vulcanus-Gruppe                                                             |                                     | Vasenmaler                          | Etrurien                            | ähnlich GN                          | 1/2 3. Jh.                          | Hauptvertreter ist der Vulcanus-Maler; steht in Beziehung zur Pocolom-Gruppe und zum Atelier der kleinen Stempelchen |                                     |